# Lakepa
Lakepa falu, mely Niue szigetén található, a Csendes-óceán déli részén. Területe 21,58 km².

## Fekvése

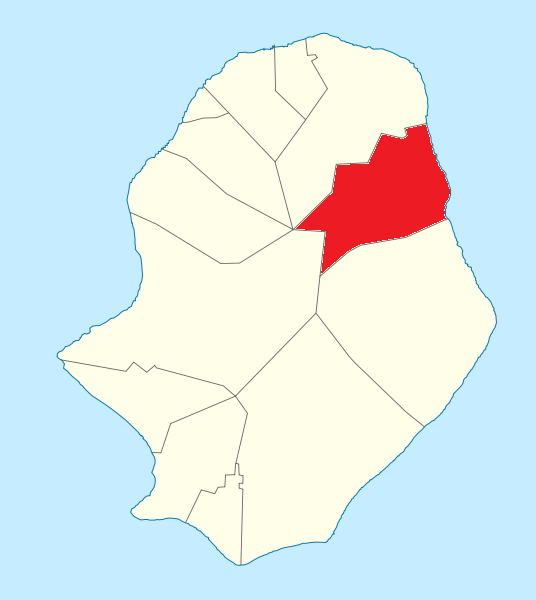
Lakepa fekvése a kis szigeten

Niue északkeleti részén fekszik, a fővárostól, Alofitól 26 km-re, Tamakautogától 28 km-re, Likutól 10 km-re, Avatelétől 25 km-re. Rendelkezik tengerparttal. 

## Lakosság
| év   | lélekszám |
| ---- | --------- |
| 1986 | 139       |
| 1997 | 125       |
| 2001 | 88        |
| 2006 | 72        |